# Gustav Engelbert von Nauta
Gustav Engelbert von Nauta (1. března 1868 Terst – 14. března 1934 Gratkorn, Štýrsko) byl rakousko-uherský admirál. Jako absolvent námořní akademie sloužil u c. k. námořnictva od roku 1886, uplatnil se jako odborník na torpéda, později byl štábním důstojníkem, absolvoval plavby do zámoří a zúčastnil se také mezinárodních námořních operací ve Středomoří. Za první světové války byl velitelem několika bitevních lodí, s nimiž operoval na Jadranu a nakonec se stal velitelem námořní divize. Ještě před koncem války byl penzionován v hodnosti kontradmirála (1918). Jeho starší bratr Heinrich (1866–1921) byl také důstojníkem c. k. námořnictva a za první světové války byl velitelem několika bitevních lodí na Jadranu.

## Životopis

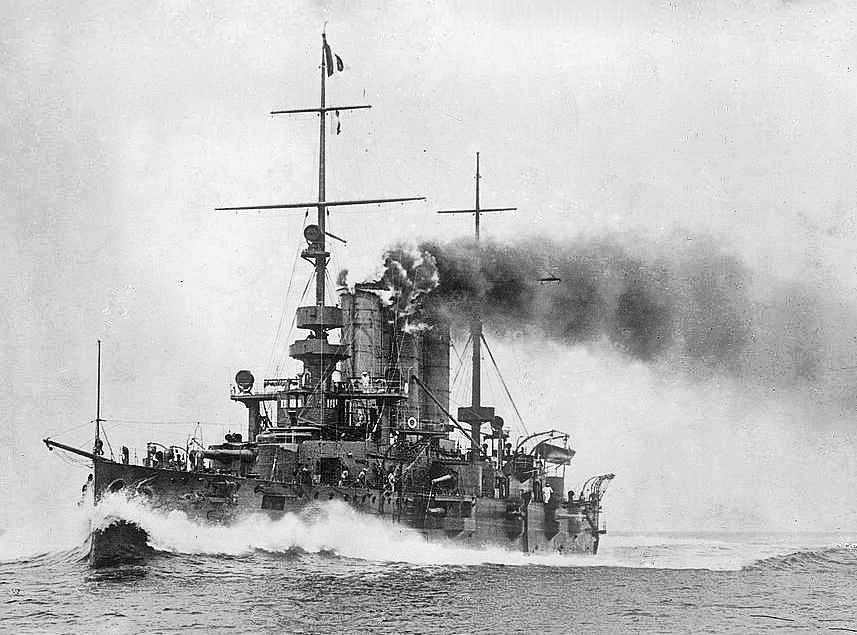
SMS Erzherzog Ferdinand Max, vlajková loď kapitána Gustava Nauty (1914–1917)

Narodil se jako druhorozený syn admirála Gustava von Nauty (1828–1893), matka Isabella D'Ollieri (1845–1893) byla dcerou pruského diplomata.  Studoval na vojenské reálce v Kőszegu a v letech 1882–1886 na C. k. námořní akademii v Rijece. K námořnictvu vstoupil v roce 1886 jako kadet a vystřídal službu na různých lodích. V roce 1890 získal hodnost praporčíka a spolu s bratrem Heinrichem v té době sloužil u námořní pěchoty v Pule. Na cvičné lodi SMS Alpha absolvoval důstojnický kurz pro obsluhu torpéd (1892–1893) a poté pobýval na Tereziánské vojenské akademii ve Vídeňském Novém Městě, kde se zdokonaloval v šermu (1893–1894).
Jako dělostřelecký důstojník na dělovém člunu SMS Albatros byl v roce 1895 účastníkem vědecké a obchodní expedice do oblasti Melanésie pod velením kapitána Maulera. V prosinci 1896 přestoupil v Sydney na korvetu SMS Saida, s níž odplul do Singapuru a poté zpět do Evropy. V roce 1897 byl povýšen na poručíka II. třídy a na křižníku SMS Kaiser Franz Joseph I se během řecko-turecké války zúčastnil blokády Kréty (1897–1898). Poté byl velitelem menších plavidel typu torpédových člunů, sloužil také na cvičných lodích SMS Radetzky a SMS Alpha a v roce 1900 byl povýšen na poručíka I. třídy. V letech 1904–1905 byl torpédovým důstojníkem na křižnících SMS Kaiserin und Königin Maria Theresia a SMS Zenta, poté byl členem štábu torpédové flotily a II. námořní divize.

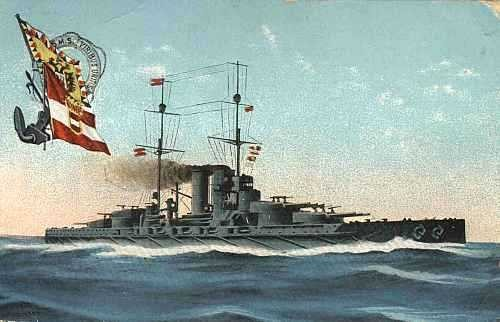
SMS Viribus Unitis, vlajková loď kapitána Gustava Nauty (1917–1918)

V hodnosti korvetního kapitána (1. ledna 1909) byl několikrát velitelem císařské jachty SMS Miramar a admirálských jachet SMS Lacroma a SMS Fantasie. Mezitím v letech 1908–1909 zastával pozici prvního důstojníka na bitevní lodi SMS Sankt Georg a jako velitel torpédoborce SMS Reka byl velitelem torpédové divize (1910–1911). K datu 1. listopadu 1911 získal hodnost fregatního kapitána a jako ředitel sekce torpédových člunů byl přidělen ke sborovému námořnímu velitelství v Pule (1911–1912), jako kasárenská loď mu byla přidělena obrněná loď Don Juan d'Austria vyřazená již z aktivní služby. V prosinci 1912 nakrátko převzal velení křižníku SMS Zenta a od června 1913 byl na vlajkové lodi SMS Erzherzog Franz Ferdinand šéfem štábu záložní eskadry, v této funkci se také podílel na aktivitách námořnictva během balkánských válek. 
K datu 1. listopadu 1913 byl povýšen na kapitána řadové lodi a znovu byl členem velení námořní základny v Pule. Na začátku první světové války se v srpnu 1914 se v rámci II. divize stal velitelem bitevní lodi SMS Erzherzog Ferdinand Max. Loď kotvila převážně v Pule a kromě bombardování Ancony v roce 1915 se bojových operací příliš nezúčastnila. V listopadu 1917 převzal velení bitevní lodi SMS Viribus Unitis a nakonec se v hodnosti komodora stal na jaře 1918 velitelem I. divize (vlajkovou lodí divize byla SMS Tegetthoff, jíž velel Gustavův starší bratr Heinrich). K datu 1. května 1918 byl povýšen do hodnosti kontradmirála, ale již o měsíc později byl bez bližšího zařazení ke sborovému námořnímu velitelství v Pule a ještě před koncem války penzionován (1. října 1918).
Spolu s bratrem Heinrichem vlastnil od roku 1899 honosnou vilu v Pule v sousedství námořní nemocnice (dnes ulice Negrijeva 14), prodali ji po roce 1918. Gustav se poté usadil v Gratkornu ve Štýrsku, kde zemřel 14. března 1934 ve věku 66 let. Pochován byl na námořním hřbitově v Pule. Od roku 1897 byl ženatý s Louise, rozenou Wigandovou (1871–1941). Sňatek se konal v Prešpurku, z manželství se narodili čtyři synové. 

## Tituly a ocenění
Po nobilitaci svého otce užíval od roku 1884 šlechtický titul rytíř (Ritter von Nauta). Během služby u námořnictva se stal nositelem řady vyznamenání v Rakousku-Uhersku i v zahraničí.

### Rakousko-Uhersko
- Jubilejní pamětní medaile (1898)
- Vojenská záslužná medaile (1902)
- Vojenský jubilejní kříž (1908)
- Vojenský záslužný kříž (1908)
- Služební odznak pro důstojníky III. třídy (1911)
- Mobilizační kříž (1913)
- Řád železné koruny III. třídy s válečnou dekorací (1917)
- Karlův vojenský kříž (1917)
- rytířský kříž Leopoldova řádu s válečnou dekorací (1918)

### Zahraničí
- Železný kříž II. třídy (1917, Německo)